# Triploechus angustipennis
Triploechus angustipennis är en tvåvingeart som beskrevs av Edwards 1937. Triploechus angustipennis ingår i släktet Triploechus och familjen svävflugor. Inga underarter finns listade i Catalogue of Life.